# (90709) Wettin
(90709) Wettin (1990 TX3) – planetoida z grupy pasa głównego asteroid okrążająca Słońce w ciągu 4,7 lat w średniej odległości 2,8 j.a. Odkryta 12 października 1990 roku.